# Fahmi Saïd Ibrahim
Fahmi Saïd Ibrahim El Maceli, né le 1er novembre 1963 à Itsandra Mdjini (Grande Comore), est avocat au barreau de Moroni, candidat à la présidence des Comores pour la campagne de 2016. 
Il a par le passé exercé les fonctions de député à l’Assemblée nationale de l’union des Comores et de ministre des relations extérieures au sein du gouvernement Ahmed Abdallah Mohamed Sambi. Il dirige depuis 2005 le Parti pour l’entente comorienne (PEC) et a été réélu député en 2015.

## Biographie

### Origines et famille
Fahmi Saïd Ibrahim, né le 1er novembre 1963 à Itsandra Mdjini (Grande Comore), est issu de la grande famille comorienne des Ba Alawi (en) El Maceli, lignée chérifienne originaire du Hadramaout. Son père, le prince Said Ibrahim bin Said Ali, ancien député gaulliste à l’Assemblée nationale française entre 1958 et 1970, a été président du Conseil de gouvernement du Territoire des Comores de 1970 à 1972. Son grand-père fut le dernier sultan des Comores.
Fahmi Saïd Ibrahim est marié et père de quatre enfants.

### Études
Avocat de formation, il a effectué ses études en France, à l’université d’Assas à Paris et au Maroc, à la faculté Hassan II de Casablanca. Inscrit au barreau de Moroni, Fahmi Saïd Ibrahim est avocat à la cour.

### Carrière
Fahmi Saïd Ibrahim fonde en 2001 le cabinet d’avocats Saïd Ibrahim (CSI-Avocats) spécialisé en droit des affaires, basé à Moroni, qu’il dirige depuis lors.
Engagé en politique depuis 2004, il se présente en 2006 au poste de gouverneur de la Grande Comore. En 2009, il est élu député d’Itsandra sud avec 56 % des voix et rentre ainsi à l’Assemblée nationale de l’union des Comores. Après avoir fait campagne pour la révision de la Constitution, Ahmed Abdallah Mohamed Sambi le nomme ministre des Relations extérieures, un portefeuille qu’il occupe de mai 2010 à mai 2011.
Il est président du Parti pour l’entente comorienne (PEC), l’un des principaux partis politiques des Comores, jusqu'à sa dissolution en 2016. Depuis il est adhérent du parti Juwa dont il était le candidat aux élections présidentielles de 2016.
En 2013, Fahmi Saïd Ibrahim et le PEC publient un livre blanc exposant 90 propositions pour le développement des Comores. En 2015, il est réélu député.
Le nouveau président des Comores Azali Assoumani a dévoilé dans la soirée du 31 mai 2016 son premier gouvernement et a nommé Fahmi Saïd Ibrahim en tant que ministre d’État, Garde des Sceaux, ministre de la Justice, des Affaires islamiques, des Administrations publiques et des Droits humains.

### Candidature à l’élection présidentielle de 2016
Soutenu par l’ancien président Ahmed Abdallah Mohamed Sambi et faisant du fort potentiel économique et culturel de son pays un de ses axes de campagne, Fahmi Saïd Ibrahim se présente à l’élection présidentielle de l’union des Comores de 2016, pour un mandat de cinq ans.

## Récompenses et distinctions
Fahmi Saïd Ibrahim a été distingué parmi les dix personnalités comoriennes de l’année 2013 par le quotidien Al-Watan, récompensant la clarté de son engagement politique.